# Trinitella
Trinitella es un género de foraminífero planctónico de la familia Rugoglobigerinidae, de la superfamilia Globotruncanoidea, del suborden Globigerinina y del orden Globigerinida. Su especie tipo era Trinitella scotti. Su rango cronoestratigráfico abarcaba el Maastrichtiense medio y superior (Cretácico superior).

## Descripción
Trinitella incluía especies con conchas trocoespiraladas, discoidal-globulares a planoconvexas, de trocospira baja a plana; sus cámaras eran inicialmente globulares y finalmente hemiesféricas o subcónicas; sus suturas intercamerales eran rectas e incididas; su contorno era lobulado; su periferia era redondeada o subaguda, con banda imperforada o carena poco desarrollada en la última vuelta de espira; su ombligo era amplio; su abertura principal era interiomarginal, umbilical, con el área umbilical protegida por una tegilla por coalescencia de los pórticos o solapas de las cámaras precedentes; la tegilla presentaba aberturas accesorias proximales o distales; presentaban pared calcítica hialina, perforada con poros cilíndricos, y superficie fuertemente pustulosa o costulada; las pústulas pueden fusionarse en costillas alineadas meridionalmente.

## Discusión
Trinitella se considera un sinónimo subjetivo posterior de Rugoglobigerina. Otros aceptan el género como válido. Clasificaciones posteriores hubiesen incluido Trinitella en la superfamilia Globigerinoidea.

## Paleoecología
Trinitella incluía especies con un modo de vida planctónico, de distribución latitudinal cosmopolita, preferentemente tropical-subtropical, y habitantes pelágicos de aguas superficiales e intermedias (medio epipelágico a mesopelágico superior).

## Clasificación
Trinitella incluía a la siguiente especie:
- Trinitella scotti †, aceptado como Rugoglobigerina scotti